# روني أوسيلفيان
 رونالد أنتونيو «روني» أوسيلفيان (بالإنجليزية: Ronnie O'Sullivan)‏ ولد في العام 5 ديسمبر 1975 في برمنكهام هو لاعب سنوكر بريطاني. تأهل لبطولة العالم لكنه لم يفز بها اخرها عام 2024 حیث تغلب في الدور الاول على بطل العالم سبع مرات الويلزي جاكسون بيج في مباراة من طرف واحد.
روني اوسوليفان هو أسرع لاعب في تاريخ لعبة السنوكر، وهو صاحب الأرقام القياسيه في الـ 147 (أكبر عدد من النقاط يمكن تسجيلها) وكان أسرع وقت له 5 دقائق و20 ثانية.

## نشأته
وُلد أوسوليفان بقرية وردسلي في ميدلاند الغربية. نشأ وترعرع في منطقة شارع مانور الراقية في تشيجويل من مقاطعة إسكس. والتحق بمدرسة وانستيد الثانوية. كان والداه رونالد جون أوسوليفان وماريا أوسوليفان (ني كاتالانو) يديران سلسلة من متاجر البضائع الجنسية في سوهو. سُجِنَ أبو روني في عام 1992 بتهمة القتل، بعد طعن والد بروس بريان، وأطلق سراحه بعد 18 عامًا. روني هو ابن عم لاعبة السنوكر ماريا كاتالانو التي احتلت المرتبة الأولى في سنوكر النساء.

### أولاده
```
له ثلاثة أولاد، تايلور آن ماجنوس (مواليد 1996) من علاقة لمدة عامين مع سالي ماجنوس ؛ و ليلي (مواليد 2006) وروني (مواليد 2007) من علاقة مع جو لانجلي التي التقى بها في 
زمالة المدمنين المجهولين
. في فبراير 2013 ، خطبَ الممثلةَ 
ليلى رواس
 التي كانت علاقته بها منذ أوائل عام 2012. [59] أصبح روني جَدًّا في أكتوبر 2018 بعد أن أنجبت تايلور آن طفلها الأول.
```

## الصولات المئوية
في 10 مارس 2019، أنجز روني رقمًا قياسيًّا جديدًا حين أحرز ألف صولة مئوية.

## وصلات خارجية
- روني أوسيلفيان على موقع IMDb (الإنجليزية)
- روني أوسيلفيان على موقع قاعدة بيانات الفيلم (الإنجليزية)
- روني أوسيلفيان على موقع AZBilliards.com (الإنجليزية)
- روني أوسيلفيان على موقع CueTracker.net (الإنجليزية)
- روني أوسيلفيان على موقع بطولة العالم للسنوكر (الإنجليزية)
- روني أوسيلفيان على موقع اللجنة الأولمبية الصينية (الإنجليزية)

- الموقع الرسمي باللغة الإنكليزية
- صولة روني المئوي الألف